# نجم أزفون
نجم أزفون هو فريق كرة قدم جزائري تأسس في أزفون خلال عام 1981م ضمن ولاية تيزي وزو ومنطقة القبائل وعروش زواوة.

## التاريخ
تصدر نجم أزفون مع النجم الرياضي لمدينة بودواو [الفرنسية] ترتيب بطولة الجهوي الأول لرابطة الجزائر خلال موسك 2012م.
وبعد أول موسم له في الجهوي الأول، أراد نجم أزفون الصعود إلى بطولة ما بين الرابطات.
كما تدعم الفريق خلال عام 2012م بترسانة من اللاعبين الجدد الذين تم انتدابهم تحسبا لانطلاق البطولة.
فقد تم تجديد تركيبة نجم أزفون بنحو 70 بالمائة، حيث تمّ تسريح عدد كبير من العناصر، مقابل انتداب لاعبين آخرين قادرين على قيادة الفريق للعب ورقة الصعود.
كما سجل النادي انهزاما أمام شبيبة عزازقة خلال نفس الموسم.